# Get Right
"Get Right" là ca khúc đầu tiên được trích từ album phòng thu thứ tư của ca sĩ người Mĩ Jennifer Lopez mang tên Rebirth (2005). Ca khúc được phát hành tại Mĩ trên các đài phát thanh vào tháng 1 năm 2005, tại Anh vào tháng 2 năm 2005 và cuối cùng ở dạng download điện tử vào tháng 3 năm 2005. Ca khúc đứng ở vị trí 12 trên bảng xếp hạng Billboard Hot 100, trở thành ca khúc thứ 10 của Lopez đứng trong top 20 tại Mĩ; ca khúc đồng thời cũng đứng vị trí số 1 ở một vài quốc gia trong đó có Anh, giúp ca khúc trở thành bài hát thứ hai của cô đứng đầu tại Anh kể từ bài hát năm 2001 "Love Don't Cost a Thing".

## Thông tin bên lề
Ca khúc được viết bởi Rich Harrison và sản xuất bởi Harrison và Cory Rooney. Nhạc nền của ca khúc dùng giai điệu lặp lại đáng chú ý khi sử dụng sample của ca khúc năm 1974, "Soul Power '74", được viết bởi James Brown và trình bày bởi Maceo & the Macks.
Nhà sản xuất Rich Harrison đã định ca khúc này mang tên "Ride" dành cho album của Usher năm 2004, Confessions. Nhưng lại không thực hiện được.

## Video ca nhạc
Video của ca khúc được đạo diễn bởi Francis Lawrence, xoay quanh về nội dung nhiều kiểu phụ nữ khác nhau trong một hộp đêm. Nhưng đặc biệt thay, những người phụ nữ đều do Lopez thủ vai, chỉ khác ở kiểu tóc, trang điểm và trang phục. Những nhân vật bao gồm: một DJ (nhân vật chính), vũ công, người pha chế rượu, một cô gái ngu ngơ, một người nổi tiếng, cô gái Latin cùng người bạn của mình (hai người đều được Lopez thủ vai).

### Cảnh I
Mỗi nhân vật đều có một tính cách và câu chuyện khác nhau được để sơ lược ở phần mở đầu. Nhân vật đầu tiên của Lopez, DJ cùng cô em gái nhỏ của mình (Ariana - con gái của chồng cô, Marc Anthony - thủ vai) đến hộp đêm. Lopez đưa cho Ariana tai nghe để cô có thể nghe bản nhạc của mình - bài "Get Right".

### Cảnh II
Một cô hầu bàn tâm sự với bạn đồng nghiệp, sau đó tiếp tục làm công việc của mình. Cô nàng Latin đi đến chỗ người yêu của mình thì vô tình đụng vào cô hầu bàn. Sau đó, cô nàng Latin mắng chửi người yêu - đồng thời quản lý của quán - vì không cho cô lên trình diễn mà để nữ vũ công kia nhảy múa tưng bừng trên sàn diễn.

### Cảnh III
Sau đó là cảnh của một ngôi sao nổi tiếng và một cô gái ngu ngơ. Cô gái ngu ngơ lần đầu tiên bước vào hộp đêm và uống rượu. Vì vậy, cô chỉ uống được bằng uống hút của mình. Một nữ diva - như Lopez đã miêu tả trong chương trình Making The Video của kênh MTV - bước vào quán rượu. Cô ngồi đối diện với cô gái ngu ngơ kia, rồi sau đó cùng bạn bè trêu cười cô nàng. Tức giận, cô liền bỏ ống hút, cởi áo khoác và uống rượu lia lịa.

### Kết thúc
Trong cảnh này, các nhân vật đều bỏ quên hết công việc và chính bản thân mình và nhảy múa và hòa nhập trong bài hát của Lopez. Cô hầu bàn cùng vui vẻ xóa tan sự mệt nhòa của công việc và vui vẻ với mọi người. Cô nàng ngu ngơ và diva nổi tiếng nhảy mùa thật điên loạn. Nữ vũ công thì tiếp tục nhảy tưng bừng còn cô nàng Latin vì quá bực dọc nên rời khỏi bữa tiệc. Cuối cùng là cảnh Ariana hát bài hát vào khúc cuối rồi chiếu lại loạt những nhân vật trong video.

### Vũ đạo
Chia sẻ với Making The Video của MTV, cô nói rằng tập vũ đạo của ca khúc thật sự rất khó khăn và đồng thời đây chính là lần công tác đầu tiên của cô với vũ công nữ.

### Để cử
Video nhận được 4 đề cử tại giải MTV Video Music Awards 2005: Video Dance xuất sắc, Chỉ đạo xuất sắc, Vũ đạo xuất sắc, và Chỉnh sửa xuất sắc.

### Bản phối lại
Một video phối lại có sự góp mặt của Fabolous nhưng chỉ gồm những cảnh có nền bạc. Ngoài ra, video không gồm và có những nội dung trong video gốc trước đó.

## Xuấ hiện trênThe Ellen DeGeneres Show
Trong một tập phim The Ellen DeGeneres Show được phát sóng vào 16 tháng 5 năm 2005, Ellen DeGeneres đã mời Lopez là khách mời cho chương trình với lời dẫn vui nhộn: "Cô là một ngôi sao quốc tế nổi tiếng, và đồng thời cô cũng là một học trò nhảy của tôi." Cô trình chiếu một đoạn video khi cô đóng vai là một người chỉ đạo cho cô trong video. Sau đó Ellen đã làm một vài "trò hề" khi khán giả vui cười sau đó.

## Nhạc mở đầu
Trong cùng năm, ca khúc được làm nhạc mở đầu cho giải 2005 NBA Playoffs vào mùa 2004–05 NBA.

## Danh sách ca khúc
| CD 1 1. "Get Right" (Bản gốc) 2. "Get Right" (Phối lại cùng Fabolous) CD 1 (thêm ca khúc) 1. "Get Right" (Bản gốc) 2. "Get Right" (Phối lại cùng Fabolous) 3. "Love Don't Cost a Thing" 4. "If You Had My Love" 5. "Get Right" (Nhạc nền) CD 2 1. "Get Right" (Bản gốc) 2. "Love Don't Cost a Thing" (RJ Schoolyard Mix cùng Fat Joe) 3. "If You Had My Love" (Darkchild Edit) 4. "Get Right" (Nhạc nền) 5. "Get Right" (Video) | Đĩa 12-inch Mặt A: 1. "Get Right" (Phối lại cùng Fabolous) 2. "Get Right" (Pop Mix cùng Fabolous) 3. "Get Right" (Louie Vega) (Radio Mix) Mặt B: 1. "Get Right" (Louie Vega Club Mix) 2. "Get Right" (Louie Vega Roots Dub) 3. "Get Right" (Louie Vega Instrumental Mix) Đĩa 7-inch - Mặt A: 1. "Get Right" (Pop Mix featuring Fabolous) - Mặt B: 1. "Hold You Down" (cùng Fat Joe) Đĩa đơn quảng bá (không phát hành) 1. "Get Right" (Full Intention Extended Vocal Mix) 2. "Get Right" (Full Intention Extended Vocal Dub) |

## Các phối lại

### Chính thức
- Bản gốc cùng Fabolous
- Bản gốc
- Bản Hip Hop cùng Fabolous
- Bản Hip Hop
- Bản Pop cùng Fabolous
- Bản Pop
- Full Intention Extended Vocal Mix
- Full Intention Extended Vocal Dub
- Louie Vega Club Mix
- Louie Vega Radio Mix
- Louie Vega Roots Dub
- Louie Vega (Nhạc nền)
- Terror Squad Remix cùng Remy Ma
- Reggaeton Remix
- Nhạc nền
- Acapella
- DJ Envy Remix cùng Usher & Fabolous

## Ê-kíp
- Jennifer Lopez – Giọng chính
- Chris Avedon – Thực hiện, trợ lý thực hiện
- Scotty Beats – Thực hiện
- Rudaina Haddad – Hát bè
- Rich Harrison – Chỉnh sửa, nhạc nền, sản xuất
- Peter Wade Keusch – Thực hiện, phối khí
- Cory Rooney – Sản xuất
- Bruce Swedien – Mixing, thực hiện

## Xếp hạng
| Bảng xếp hạng (2005)                     | Vị trí |
| ---------------------------------------- | ------ |
| Úc (ARIA)                                | 3      |
| Áo (Ö3 Austria Top 40)                   | 11     |
| Bỉ (Ultratop 50 Flanders)                | 3      |
| Bỉ (Ultratop 50 Wallonia)                | 2      |
| Canada (Canadian Hot 100)                | 3      |
| Đan Mạch (Tracklisten)                   | 3      |
| Châu Âu Hot 100 Singles (Billboard)      | 1      |
| Phần Lan (Suomen virallinen lista)       | 4      |
| Pháp (SNEP)                              | 2      |
| Đức (GfK)                                | 7      |
| Hungary (Single Top 40)                  | 1      |
| Hungary (Dance Top 40)                   | 1      |
| Ireland (IRMA)                           | 1      |
| Ý (FIMI)                                 | 1      |
| Hà Lan (Dutch Top 40)                    | 2      |
| New Zealand (Recorded Music NZ)          | 2      |
| Na Uy (VG-lista)                         | 7      |
| Tây Ban Nha (PROMUSICAE)                 | 3      |
| Thụy Điển (Sverigetopplistan)            | 11     |
| Thụy Sĩ (Schweizer Hitparade)            | 3      |
| Anh Quốc (OCC)                           | 1      |
| Hoa Kỳ Billboard Hot 100                 | 12     |
| Hoa Kỳ Hot R&B/Hip-Hop Songs (Billboard) | 13     |
| Hoa Kỳ Pop Airplay (Billboard)           | 9      |
| Hoa Kỳ Dance Club Songs (Billboard)      | 1      |

### Chứng nhận
| Quốc gia    | Tổ chức | Chứng nhận  | Số đĩa  |
| ----------- | ------- | ----------- | ------- |
| Úc          | ARIA    | 2x Bạch kim | 200,000 |
| Pháp        | SNEP    | Vàng        | 400,000 |
| New Zealand | RIANZ   | Bạch kim    | 140,500 |
| Hoa Kỳ      | RIAA    | Vàng        | 500,000 |